# Logan Meyer
Logan Meyer es un personaje ficticio recurrente de la serie de televisión australiana Home and Away, interpretado por el actor David Berry del el 29 de marzo de 2012 hasta ese mismo año.

## Biografía
Logan aparece por primera vez en la bahía cuando su hermana Lindsay Meyer se lo presenta a su amiga de la universidad Indigo Walker, inmediatamente Logan se siente atraído por Indi. Cuando Logan la invita a una fiesta esta lo rechaza revelándole que está casada con Romeo Smith.
Más tarde cuando Logan regresa de su viaje a Hong Kong la invita a salir y la besa, sin embargo Indi le dice que se quedará con Romeo dejando a Logan desilucionado, sin embargo más tarde cuando Indi se separa de su esposo, comienza a salir con Logan pero Indi termina más tarde con él luego de que decidiera regresar con Romeo.